# Arcuphantes digitatus
Arcuphantes digitatus là một loài nhện trong họ Linyphiidae.
Loài này thuộc chi Arcuphantes. Arcuphantes digitatus được Kendo Saito miêu tả năm 1992.